# ویلمن (فیلم)
ویلمن یا راننده (به انگلیسی: Wheelman) فیلمی محصول سال ۲۰۱۷ و به کارگردانی جرمی راش است. در این فیلم بازیگرانی همچون فرانک گریلو، گرت دیلاهانت، کیتلین کارمایکل، وندی مانیز، اسلین و شیا ویگهام ایفای نقش کرده‌اند.